# Itu (Brésil)
Pour les articles homonymes, voir Itu.
Itu est une ville brésilienne de l'État de São Paulo (interior de São Paulo). Sa population était estimée à 155 589 habitants. La municipalité s'étend sur 640 km2.
C'est la 47e municipalité la plus peuplée de l'État de São Paulo et la 153e du Brésil, en plus d'être la deuxième plus grande ville de la région métropolitaine de Sorocaba, derrière Sorocaba.
Elle accueille durant le mois de mai 2015 la version sud-américaine du festival electro Tomorrowland.

## Maires
| Période | Période | Identité                         | Étiquette | Qualité |
| ------- | ------- | -------------------------------- | --------- | ------- |
| 2009    | 2012    | Herculano Castilho Passos Júnior | PV        |         |